# 1660年代
| 千纪： | 2千纪                                                                                            |
| 世纪： | 16世纪 \| 17世纪 \| 18世纪                                                                       |
| 年代： | 1630年代 \| 1640年代 \| 1650年代 \| 1660年代 \| 1670年代 \| 1680年代 \| 1690年代                 |
| 年份： | 1660年 \| 1661年 \| 1662年 \| 1663年 \| 1664年 \| 1665年 \| 1666年 \| 1667年 \| 1668年 \| 1669年 |

## 大事记
- 1660年，英国斯图亚特王朝复辟。
- 1661年，左營埤仔頭鎮福廟建廟。
- 1662年，永历帝被杀，南明灭亡。
- 1662年，郑成功驅除荷蘭人，攻占台湾。

## 逝世
- 顺治帝（1661年）
- 永历帝（1662年）
- 郑成功（1662年）
- 鳌拜（1669年）